# Hemoterapija
Hemioterapija (često skraćeno na hemo ili ponekad kao CTX ili CTx) tretman je bolesti snažnim hemijskim supstancama poput antibiotika i citostatika. U savremenom medicinskom fundusu prevashodno se odnosi na terapiju kancerogenih oboljenja. Danas  je to jedan od najčešće korištenih terapijskih metoda, uz upotrebu širokog izbora antineoplazmatskih lekova. Hemioterapija se daje tako da je zdravstveni tim može primeniti na klinici, lekarskoj ordinaciji ili priručnoj ambulanti, a najčešće u bolnici. Neke vrste hemioterapije daju se oralno i mogu se uzimati kod kuće.

## Istorija
Termin hemoterapija uglavnom se odnosi na lečenje raka, iako je njegovo istorijsko značenje šire. U jednostavnijem smislu, hemoterapija se odnosi na lečenje zdravstvenog stanja korišćenjem hemijskih supstanci. Kao takav, izraz se koristio za neonkološku upotrebu, kao što je upotreba antibiotika (antibakterijska hemoterapija). U tom je smislu prvo moderno hemoterapijsko sredstvo bio arsfenamin, hemijsko jedinjenje arsena otkriven 1909. godine i korišten za lečenje sifilisa. Kasnije su ga pratili sulfalekovi i penicilin. Od ostalih upotreba koje su nazivane hemoterapija su lečenje autoimunskih bolesti, poput multiple skleroze, dermatomiozitisa, polimiozitisa, lupusa, reumatoidnog artritisa i suzbijanje odbacivanja transplantata (vidi imunosupresija).
Hemoterapija specifična za rak počela se primenjivati četrdesetih godina prošlog veka, pri čemu su prvo primenjivani lekovi koji su antagonisti folne kiseline, kao antineoplazijska sredstva.

## Antikancerogena hemoterapija
Lekovi koji se koriste u antineoplastičnoj hemoterapiji nazivaju se citostatskim ili citotoksičnim lekovima. Hemoterapija se koristi na različite načine u različito vreme. To uključuje sledeće:
- Za rak, koja se daje kroz vaskularni ili limfni sistem, protiv formiranja novih tumora i sprečavanje metastatskog karcinoma.
- Nakon operacije ili radioterapije eliminišu se kancerogene mikroskopske ćelije koje bi mogle otputovati na druge delove tela, a imenovana je kao adjuvantna hemoterapija.
- Kao jedini tretman. Na primer, za lečenje karcinoma krvi ili limfnog sistema, poput leukemije i limfoma.
- Rak koji se nakon lečenja i ponovo pojavi naziva se rekurentni karcinom, na primer ponavljajući karcinom dojke.
- Pre operacije ili radioterapije potrebna je neoadjuvantna hemoterapija za smanjenje tumora.[4][5]

## Mehanizam delovanja
Suštinski cilj hemoterapije je uništavanje tumorskih ćelija, kako bi se postigao nestanak, zarobljavanje ili smanjenje bolesti. Lekovi koji se koriste u ovoj vrsti lečenja nazivaju se antineoplastičnim ili hemoterapijskim sredstvima. Proces deljenja zdravih ćelija strogo je regulisan kontrolnim mehanizmima, koji određuju kad se ćelija može deliti. Maligni tumori su okarakterisani upravo suprotnim mehanizmom, jer ih formiraju izmenjene ćelije sposobne da se nekontrolirano umnožavaju, pa čak i da napadnu i utiču na susedne ili udaljene organe, što se naziva metastazama. Tako hemoterapija deluje u fazi deljenja tumorskih ćelija, sprečavajući njegovo razmnožavanje i na kraju ih uništavajući. S vremenom će se, ako hemoterapija uspe, postići smanjenje ili nestanak malignog tumora.
Lekovi protiv raka dosežu u gotovo sva telesna tkiva, ne razlikujući maligne ćelije od zdravih. To kod pacijenta izaziva niz nuspojava, koje uglavnom nestaju nakon završetka lečenja. Zdrave ćelije koje su najčešće oštećene obuhvataju ćelije koštane srži, probavnog trakta i folikula dlake, što daje najčešće nuspojave hemoterapije, a to su: 
imunosupresija, astenija, mukozitis i alopecija, između ostalih. Takvi su efekti obično prolazni, premda ako pacijent ne postane kontrolisan ili tolerantan, mogu prouzrokovati toksičnost i privremeno prekinuti hemoterapijsko lečenje. Stoga su, u pokušaju ublažavanja nuspojava, zadnjih godina osmišljeni lekovi protiv raka koji deluju direktno protiv abnormalnih proteina ćelija raka, što se naziva ciljana terapija.

## Oblici hemoterapije
Hemoterapija obično nije jedino lečenje raka, jer se obično kombinuje s operativnim zahvatima i radioterapijom, modalitetom koji se naziva multidisciplinarni ili kombinovani tretman.
Zavisno od svrhe i kombinacije lekova, mogu se razlikovati sledeće vrste hemoterapije: 
- Kurativna: cilj joj je izlečenje bolesti, kad se nalazi u fazi pogodnoj za nju.
- Palijativna: namera joj je da kontrolišu simptomi koje stvara tumor, koji je već u poodmakloj i neoperabilnoj fazi. Stoga se nastoji što više poboljša kvalitet života pacijenta, kao i da se poveća preživljavanje.
- Adjuvantna: obično se daje nakon glavnog tretmana kao što je operacija, kako bi se smanjila učestalost metastaza.
- Neoadjuvantna ili indukcija: započinje pre bilo kog hirurškog ili radioterapijskog tretmana, kako bi se procenila efikasnost lečenja. Smanjuje stadijum tumora, s ciljem poboljšanja rezultate operacije i radioterapije, a u nekim slučajevima i odgovor dobijen nakon dolaska na operaciju je prognostički faktor.
- Monohemoterapija: primena jednog antitumorskog leka. Sastoji se od razumne rotacije raspoloživih lekova (sekvencna monohemoterapija) u ciklusima u kojima se primenjuje jedno jedinjenje dok se ne postigne kontrola patologije ili dok se ne dokažu klinički pokazatelji njegove nedelotvornosti. Monohemoterapijom neoplazme koje najbolje reaguju (leukemija i limfom) teško prelaze 30% remisije, dok kod solidnih tumora, lečenih čak i efikasnijim lekovima i u najpovoljnijim uslovima, nema odgovarajućeg rezultata u 10-15% slučajeva. Iz tog razloga, primena sekvencijalne monohemoterapije sada je ograničena na lečenje neoplazmi.
- Polihemoterapija: kombinacija nekoliko citotoksičnih agensa koji deluju putem različitih mehanizama, sinergijski, kako bi se smanjila doza svakog pojedinog leka i povećala terapijska moć svih tvari zajedno. Obično se definiše prema vrsti lekova koji formiraju asocijaciju, dozu i vreme u kojem se daju, tvoreći shemu hemoterapije.

Istodobna radiohemoterapija: primenjuje se istodobno ili istovremeno s radioterapijom, kako bi se pojačao efekat zračenja ili s njim delovao prostorno, odnosno pojačao lokalni efekat zračenja i sistemski delovao sa hemoterapijom.
Obe, mono- i polihemioterapije, u skladu sa opštim smernicama, kao što je kliničko stanje pacijenta, može primeniti istovremeno s antineoplazmatskim lekovima za upravljanje sekundarnim simptomimaa, kao što su su ondansetronski (antiemetički), amifostin (nefroprotekcija), deksametazon (kardioprotekcija), za smanjenje iritacije mokraćnog mehura ili deksametazon.

## Antitumorski lekovi
Postoji više od stotinu antineoplazmatsih lekova koji se obično svrstavaju u sledeće grupe:
- Alkilirajuća sredstva: njihov mehanizam opšteg delovanja je izazvano oštećenje ćelijske DNK (neoplastne i zdrave) ugradnjom alkilnih grupa i na taj način menja se ili izbegava umnožavanje ćelija. Primeri: hlorambucil, melfalan.
- Antimetaboliti: supstance analogne prirodnim sastojcima:

Analozi folne kiseline: metotreksat;
Analozi purina: 6-merkaptopurin;
Pirimidinski analozi : 5-fluorouracil, ara-c;
Alkaloidi biljnog roda Vinca: etopozid, tenipozid,  vinkristin, vinblastin;
Derivati platine.
- Intravenska primena doksorubicina. Ovaj se lek često koristi u kombinovanoj hemoterapiji za borbu protiv različitih vrsta raka, obično kao komponenta različitih režima lečenja. Doksorubicin ima karakterističnu crvenu boju.
- Neki od citostatski aktivnih sastojaka su sledeći:

Aldesleukin: koristi se za lečenje metastaziranog karcinoma bubrežnih ćelija.
Beksaroten: primjenjuje se u lečenju kožnih limfoma poput fungoidne mikoze.
Bleomicin: koristi se za lečenje Hodžkinovog limfoma.
Kapecitabin: za lečenje raka debelog creva, raka dojke.
Karboplatin: kod karcinoma jajnika, pluća, epidermoida, karcinoma glave i vrata i neoadjuvantnog lečenja karcinoma mokraćnog mehura.
Cisplatin: za metastatski karcinom testisa, jajnika i lečenje uznapredovalog raka mehura, kao i pločastoćelijskog karcinoma glave i vrata.
Docetaksel: antimikrobulusno sredstvo u lečenju uznapredovalog karcinoma dojke (1. i 2. stadijum), adjuvantnog karcinoma dojke, nesitnoćelijskog karcinoma pluća (1. i 2. stadijum), metastatskog karcinoma prostate, raka želuca i raka glave i vrata. Komercijalni naziv je taksotere.
Doksorubicin: antitumorski antibiotik, njegovo trgovačko ime je adriblastin.
Epirubicin: citostatski antibiotik antraciklinske grupe.
Fludarabin: njegov fosfat se koristi u lečenju hronične B-ćelijske limfocitne leukemije (LLC).
Gemzar: komercijalni naziv gemcitabina, koji se često koristi u lečenju raka pankreasa.
Irinotekan: za lečenje uznapredovalog karcinoma debelog creva, a takođe je integrisan u sheme polihemoterapije kao što je  folfirinoks .
Metotreksat: dodatak antineoplastnoj hemoterapiji kod reumatoidnog artritisa, psorijaze, polioma, sarkoidoze i reaktivnog artritisa.
Mitoxantrone: za lečenje metastatskog karcinoma dojke i nehodžkinovog limfoma .
Oksaliplatin: dozvoljen je za prvu liniju lečenja metastatskog kolorektalnog karcinoma u kombinaciji sa 5-fluorouracilom i leukovorinom, i za pomoćno lečenje raka debelog creva u fazi III. Takođe je integrisan u folfirinoks shemu za karcinom gušterače.
Paklitaksel: lek koji se koristi za lečenje određenih bolesti jajnika, dojke i pluća. Takođe, njegova upotreba sada je postala rasprostranjena u kombinaciji s nanodelima albumina i gemcitabina, koji se na tržište prodaje pod imenom abraksan.
Rituksimab: koristi se u lečenju Hodgkinovog limfoma.
Vinblastin i vinkristin: onkolitički lekovi koji uzrokuju poremećaj diobe ćelija u fazi metafaze.
Vinorelbine: za suzbijanje određenih bolesti lociranih u grudima (pluća i dojke).

## Strategije lečenja
| Tip kancera          | lek                                                    | Akronim |
| -------------------- | ------------------------------------------------------ | ------- |
| Rak dojke            | Ciklofosfamid, metotreksat, 5-fluorouracil, vinorelbin | CMF     |
| Rak dojke            | Doksorubicin, ciklofosfamid                            | AC      |
| Hodžkinov limfom     | Docetaksel, doksorubicin, ciklofosfamid                | TAC     |
| Hodžkinov limfom     | Doksorubicin, bleomicin, vinblastin, dakarbazin        | ABVD    |
| Hodžkinov limfom     | Mustin, vinkristin, prokarbazin, prednizolon           | MOPP    |
| Nehodžkinov limfom   | Ciklofosfamid, doksorubicin, vinkristin, prednizolon   | CHOP    |
| Tumor klicnih ćelija | Bleomicin, etopozid, cisplatin                         | BEP     |
| Rak želuca           | Epirubicin, cisplatin, 5-fluorouracil                  | ECF     |
| Rak želuca           | Epirubicin, cisplatin, kapecitabin                     | ECX     |
| Rak bešike           | Metotreksat, vinkristin, doksorubicin, cisplatin       | MVAC    |
| Rak pluća            | Ciklofosfamid, doksorubicin, vinkristin, vinorelbin    | CAV     |
| Rak debelog creva    | 5-fluorouracil, folna kiselina, oksaliplatin           | FOLFOX  |

Hemoterapija se daje u ciklusima, sa naizmeničnim razdobljima lečenja i perioda mirovanja. Ovo je neophodno kako bi se zdravim ćelijama omogućilo vreme da se oporave kako bi mogle podneti novi ciklus lečenja, uz nižu toksičnost.
Zavisno od vrste raka, njegovog stadijuma, stanju pacijenta i lekova, hemoterapija se može primeniti intravenski ili oralno.
Intravenska
To je najčešće korišteni put primene. Ponekad, kako bi se izbeglo višestruko probijanje sitnih vena ili kod dugotrajnih tretmana, koristi se kateter i na taj način se izbegava flebitis. Infuzijske pumpe se koriste za infuziju lekova, koji kontrolišu prolazak hemoterapije u organizam.
Oralna
Ova ruta moguća je samo za lekove koji se mogu apsorbovati kroz želudac ili creva.
Mesto administracije
Priprema hemoterapije, uz prethodno odobrenje onkologa, obično se obavlja u bolničkoj lekarskoj službi, jer su potrebne važne mere sigurnosti. Medicinske sestre koje su obučene za primenu hemoterapije su odgovorne za pripremu i infuziju. Najčešće se koristi put potkožnih ili površnih vena gornjih udova.
Lečenje se obično obavlja u dnevnoj bolnici. U određenim okolnostima, zavisno od vrste lekova ili kao posledica toksičnosti, potreban je višednevni prijem u bolnicu.

## Literatura
Овај чланак или његов део изворно је преузет из Речника социјалног рада Ивана Видановића уз одобрење аутора.

## Spoljašnje veze
- Hemoterapija

|  | Molimo Vas, obratite pažnju na važno upozorenje u vezi sa temama iz oblasti medicine (zdravlja). |